# Monika Müller (Pädagogin)
Monika Müller (* 1947) ist eine deutsche Pädagogin, Therapeutin und Supervisorin.
Monika Müller hat in verschiedenen Rollen wesentlich zum Ausbau der Strukturen der Hospiz- und Palliativarbeit in Deutschland beigetragen, sie war u. a. beteiligt bei der Erstellung der in Deutschland gebräuchlichen Ausbildungsstandards der verschiedenen Professionen im Bereich Palliative Care (Palliativmedizin, Palliativpflege) wie auch der Ehrenamtlichen in diesem Feld.

## Leben
Nach einem Studium der Philosophie, Pädagogik und Literaturwissenschaft (Abschluss M.A.) erwarb sie Zusatzqualifikationen als Therapeutin für integrative gestaltorientierte Verfahren und als Supervisor in Pastoral and Social Field (Univ. of Jerusalem).
Zunächst war sie als Fachbereichsleiterin an der Volkshochschule Troisdorf tätig. Von 1983 bis 1992 leitete sie die Familienbildungsstätte in Bonn und gleichzeitig die Beratungsstelle für Frauen in Konfliktsituationen (In Via). Von 1992 bis 2012 war sie Leiterin der Ansprechstelle im Land NRW für Palliativmedizin, Hospizarbeit und Angehörigenbegleitung (ALPHA Rheinland). Am 7. September 2001 erhielt sie das  Bundesverdienstkreuz am Bande für besonderen Einsatz in der Hospizbewegung.
Monika Müller ist verheiratet, hat zwei Töchter und lebt in Rheinbach.

## Mitarbeit in Fachverbänden
- Bundesarbeitsgemeinschaft Hospiz (Stellvertretende Vorsitzende 1995–2002).
- TrauerInstitut Deutschland (Gründungsmitglied und bis 2008 2. Vorsitzende)
- Deutsche Gesellschaft für Palliativmedizin (Vorstandsmitglied 2006–2012), in dieser Rolle Sprecherin der Sektion Andere Berufe
- Bundesverband Trauerbegleitung (Gründungsmitglied)

## Werke

### Bücher
- mit Hubert Böke und Lene Knudsen, Nach innen wachsen. Ein Begleiter zum Leben und Sterben. Düsseldorf 1999, ISBN 3-491-70313-1.
- mit Matthias Schnegg: Unwiederbringlich. Vom Sinn der Trauer. Hilfen bei Verlust und Tod. (=Herder spektrum, Band 4396), Freiburg / Basel / Wien 1999, ISBN 3-451-04796-9.
- mit Hubert Böke und Lene Knudsen-Böke, Trauer ist ein langer Weg. Düsseldorf 2000, ISBN 3-491-70323-9.
- mit Martina Kern, Klaus Aurnhammer und B. Uebach: Basiscurriculum Palliative Care. Eine Fortbildung für psychosoziale Berufsgruppen. Bonn 2004, ISBN 3-933154-50-2.
- Dem Sterben Leben geben. Die Begleitung sterbender und trauernder Menschen als spiritueller Weg. Gütersloh 2004, ISBN 3-579-06802-4.
- mit Matthias Schnegg: Der Weg der Trauer. Hilfen bei Verlust und Tod: Hilfen bei Verlust und Trauer. (= Herder spektrum) Freiburg / Basel / Wien 2004, ISBN 3-451-05476-0.
- mit Hubert Böke und Georg Schwikart: Manchmal möchte ich alles hinschmeißen! Wenn Sterbebegleiter an ihre Grenzen kommen. Gütersloh 2005, ISBN 3-579-06810-5.
- Curriculum Handreichung für Multiplikatoren. Hauptband, Bonn 2005, ISBN 3-933154-53-7.
- mit Wolfgang Heinemann: Curriculum Handreichung für Multiplikatoren. Übungs- und Materialsammlung. Bonn 2005, ISBN 3-933154-53-7.
- mit Wolfgang Heinemann, Michael Wissert (curriculare Bearb.) und Daniela Grammatico (curriculare Bearb.): Handreichung für Multiplikatoren zur Befähigung und Ermutigung ehrenamtlich Mitarbeitender in Hospiz(dienst)en. Vollständig überarbeitete Materialsammlung. Bonn 2005, ISBN 3-933154-53-7.
  - Handreichung für Multiplikatoren zur Befähigung und Ermutigung ehrenamtlich Mitarbeitender in Hospiz(dienst)en. Hauptband. Bonn 2005.
  - mit Wolfgang Heinemann, Handreichung für Multiplikatoren zur Befähigung und Ermutigung ehrenamtlich Mitarbeitender in Hospiz(dienst)en. Vollständig überarbeitete Materialsammlung. Bonn 2005.
- mit G. Kessler, Implementierung von Hospizidee und Palliativmedizin in die Struktur und Arbeitsabläufe eines Altenheims. Eine Orientierungs- und Planungshilfe. 2. unveränderte Auflage. Bonn 2006, ISBN 3-933154-56-1.
- mit Klaus Aurnhammer, Martina Kern, form geben, halt bieten, richtung weisen. Ein Gesprächsgruppenangebot für Menschen nach Verlust. Bonn 2007, ISBN 978-3-933154-58-3.
- mit Barbara Feldhammer und Robert Raß, Wenn Daheim ein Heim ist. Bonn 2010, ISBN 978-3-933154-20-0.
- mit Wolfgang Heinemann, Michael Wissert (Mitarbeit) und Daniela Grammatico (Mitarbeit), Ehrenamtliche Sterbebegleitung. Handbuch mit Übungsmodulen für Ausbildende, Göttingen 2014, ISBN 978-3-525-40192-7.

### Beiträge in Sammelwerken
- Chris Paul, Monika Müller: Trauerprozesse verstehen und begleiten.  In: Cornelia Knipping (Hrsg.), Lehrbuch Palliative Care, 2., durchgesehene und korrigierte Auflage, Bern 2007, (= Fachpflege - Palliative Care) ISBN 978-3-456-84460-2, S. 410–419.

### Zeitschriftenartikel
- mit David Pfister, S. Markett und B. Jaspers: Wieviel Tod verträgt das Team? Eine bundesweite Befragung der Palliativstationen in Deutschland.  In: Schmerz, Jahrgang 23, 2009, Heft 9, S. 600–608.
- Verlusterleben als Gottanfrage. Trauerarbeit mit Psalmen. In: Leidfaden, Heft 0, 2011, S. 41–47.
- Wieviel Trost verträgt ein Mensch? Interview mit einer Betroffenen. In: Leidfaden, Heft 0, 2011, S. 88–89.
- Aushalten oder widerstehen? Resilienz in Krisen, Leid und Trauer. In: Leidfaden, Heft 2, 2012, S. 14–22.
- Ständiges Sterben. Coping-Strategien für Professionelle in der palliativen und hospizlichen Versorgung. In: Leidfaden, Heft 3, 2012, S. 57–65.
- Kummerfalten, das wehe Gemüt und Trübsal blasen. In: Leidfaden, Jahrgang 2, Heft 3, 2013, ISSN 2192-1202, S. 17–20.
- Ehrenamtliche – Wort, Ort, Bedeutung. In: Leidfaden, Jahrgang 4, Heft 4, 2015, ISSN 2192-1202, S. 40–45.

### Projektpräsentationen, Vorträge
- Trauer. Vortrag im Rahmen der Veranstaltung "Nun müsste es doch langsam wieder gut sein ... - Umgang mit Trauer", gehalten am 17. Februar 1995, Karl-Rahner-Akademie, Köln 1995, DNB 946124353.
- mit Michael Wissert, Sigrun Müller und David Pfister, Wirkt Trauerbegleitung überhaupt? Und wenn ja, wie bzw. wodurch? Eine Untersuchung der Wirkfaktoren von Trauerbegleitung. Ein Projekt von ALPHA Rheinland mit Unterstützung des Ministeriums für Arbeit, Gesundheit und Soziales des Landes Nordrhein-Westfalen. Bonn 2009 online verfügbar (PDF; 288 kB).
- Das MÄRchen von der Trauerverarbeitung. Märchen in der Begleitung des Lebens bis zuletzt. Bundes-Hospiz-Akademie, Stadthalle Wuppertal, Vortrag 12. März 2009.
- mit Sigrun Müller und David Pfister, Wieviel Tod verträgt das Team? Eine Befragung der Hospize in NRW in Bezug auf Belastungsfaktoren und -symptome sowie Schutzfaktoren im Umgang mit dem Tod. Ein Projekt von ALPHA Rheinland mit Unterstützung des Ministeriums für Arbeit, Gesundheit und Soziales des Landes Nordrhein-Westfalen. Bonn 2009,online verfügbar (PDF; 195 kB).

## Herausgeberin
- mit  Chris Paul, Paul Timmermans, TrauerInstitut Deutschland e. V.: Qualität in der Trauerbegleitung. Dokumentation der 2. NRW-Trauerkonferenz, 9./10. Juni 2002 (Bergisch Gladbach), (= Schriftenreihe Praxisforschung Trauer, Band 1), Wuppertal 2003, ISBN 3-9808351-1-1.
- mit Gerda Graf, Alpha - Arbeitsgruppe Kooperationsvereinbarung: Kooperation(s)vereinbarungen zwischen stationären und ambulanten Hospizen.  Hintergründe und Aspekte, Anregungen und Empfehlungen. Bonn 2005, ISBN 3-933154-51-0.
- mit Martina Kern, Klaus Aurnhammer und Barbara Uebach: Basiscurriculum Palliative Care. Eine Fortbildung für Pflegende. 4. überarbeitete Auflage. Bonn 2007, ISBN 978-3-933154-08-8.
- mit Martina Kern und B. Uebach: Entwicklung und Konzept Zentrum für Palliativmedizin Malteser-Krankenhaus Bonn/Rhein-Sieg. Bonn 2009, ISBN 978-3-933154-19-4.
- mit David Pfister: Wie viel Tod verträgt das Team? Belastungs- und Schutzfaktoren in Hospizarbeit und Palliativmedizin. Göttingen 2012, ISBN 978-3-525-40341-9.
- mit Sylvia Brathuhn, Matthias Schnegg, Thorsten Adelt (Mitarbeit), Theo Breidbach (Mitarbeit), Christine Fleck-Bohaumilitzky (Mitarbeit), Felix Grützner (Mitarbeit), Martina Kern (Mitarbeit), Dennis Klass (Mitarbeit), Bianca Papendell (Mitarbeit), David Pfister (Mitarbeit), Rita Rosner (Mitarbeit), Martin Weber (Mitarbeit), Sabine Zwierlein-Rockenfeller (Mitarbeit), und Friedemann Nauck (Geleitwort): Handbuch Trauerbegegnung und -begleitung. Theorie und Praxis in Hospizarbeit und Palliative Care, Göttingen 2013, ISBN 978-3-525-45188-5.
- mit Franziska Röseberg: Handbuch Kindertrauer. Die Begleitung von Kindern, Jugendlichen und ihren Familien, Göttingen 2014, ISBN 978-3-525-40227-6.
- Reihe Edition Leidfaden – Basisqualifikation Trauerbegleitung:
  - Marion Schenk (Autorin): Suizid, Suizidalität und Trauer. Gewaltsamer Tod und Nachsterbewunsch in der Begleitung, Göttingen 2014, ISBN 978-3-525-40238-2.
  - Traugott Roser (Autor), Sexualität in Zeiten der Trauer. Wenn die Sehnsucht bleibt, Göttingen 2014, ISBN 978-3-525-40233-7.
  - Monika Müller (Autorin), Trauergruppen leiten. Betroffenen Halt und Struktur geben, Göttingen 2014, ISBN 978-3-525-40237-5.
  - Willy Peter Müller (Autor), Trauer in Träumen. Traumbilder können helfen und heilen, Göttingen 2014, ISBN 978-3-525-40236-8.
  - Isabella Hemmann (Autorin), Das Alphabet der Trauer. Mit Texten zum tieferen Verständnis von Verlusten, Göttingen 2015, ISBN 978-3-525-40248-1.
  - Norbert Mucksch (Autor), Michael Schlechtriemen (Vorwort), Trauernde hören, wertschätzen, verstehen. Die personzentrierte Haltung in der Begleitung, Göttingen 2015, ISBN 978-3-525-40255-9.